# Opilśń
Opilśń (ang. hyphal sheath) – wytwarzana przez grzyby gęsta, wojłokowata warstwa grzybni pokrywająca powierzchnię podłoża. Opilśń na korzeniach roślin tworzą np. grzyby biorące udział w ektomykoryzie. Opilśń często tworzą także grzyby pasożytnicze na powierzchniach porażonych roślin, np. mączniakowce wywołujące chorobę zwaną mączniakiem prawdziwym, czy Rhizoctonia solani (Thanatephorus cucumeris) na podstawach łodyg u ziemniaków porażonych przez rizoktoniozę ziemniaka.
Podobna, ale cienka i delikatna warstewka grzybni to nalot.

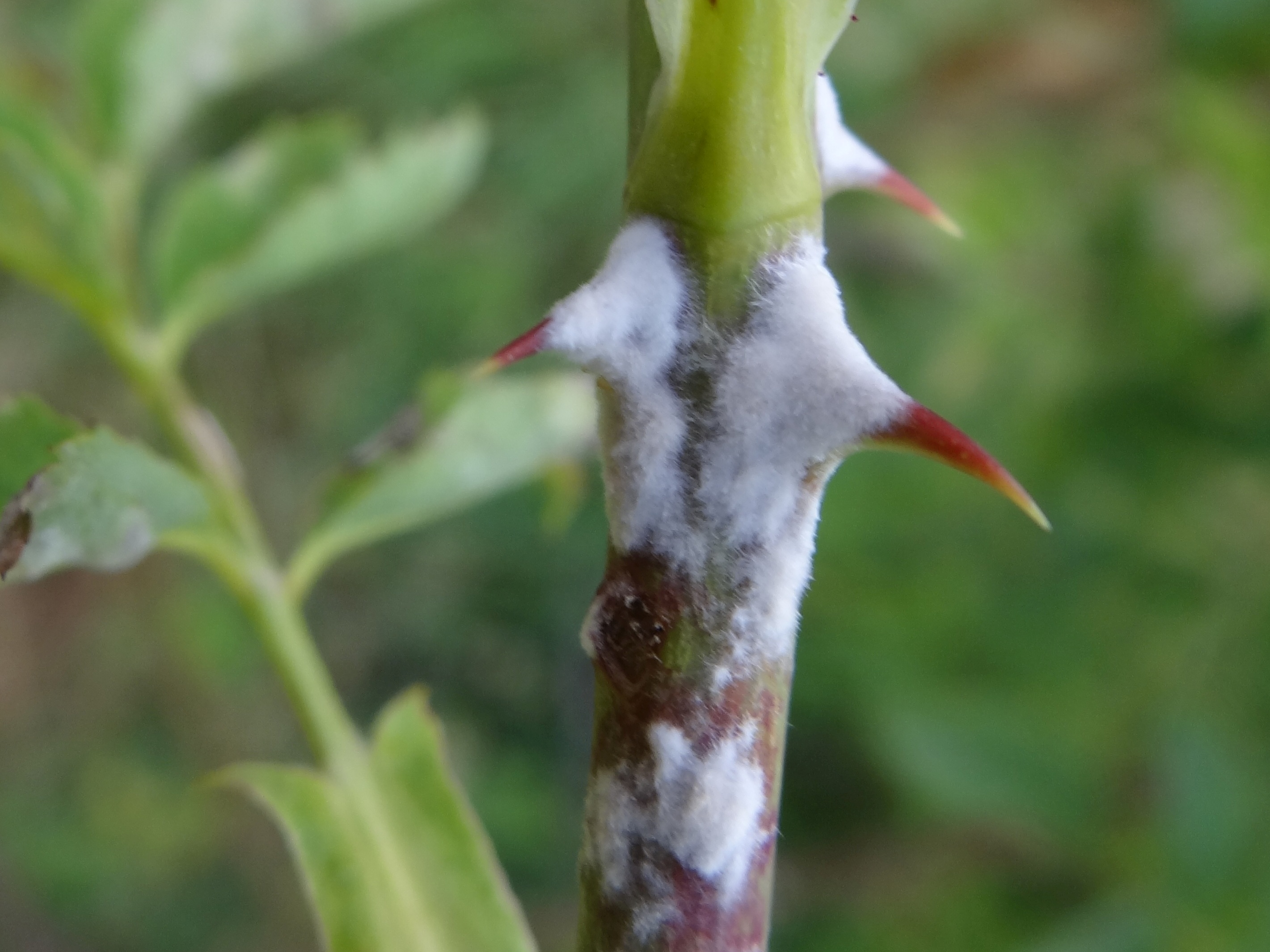
Opilśń na pędzie róży wywołana przez Podosphaera pannosa
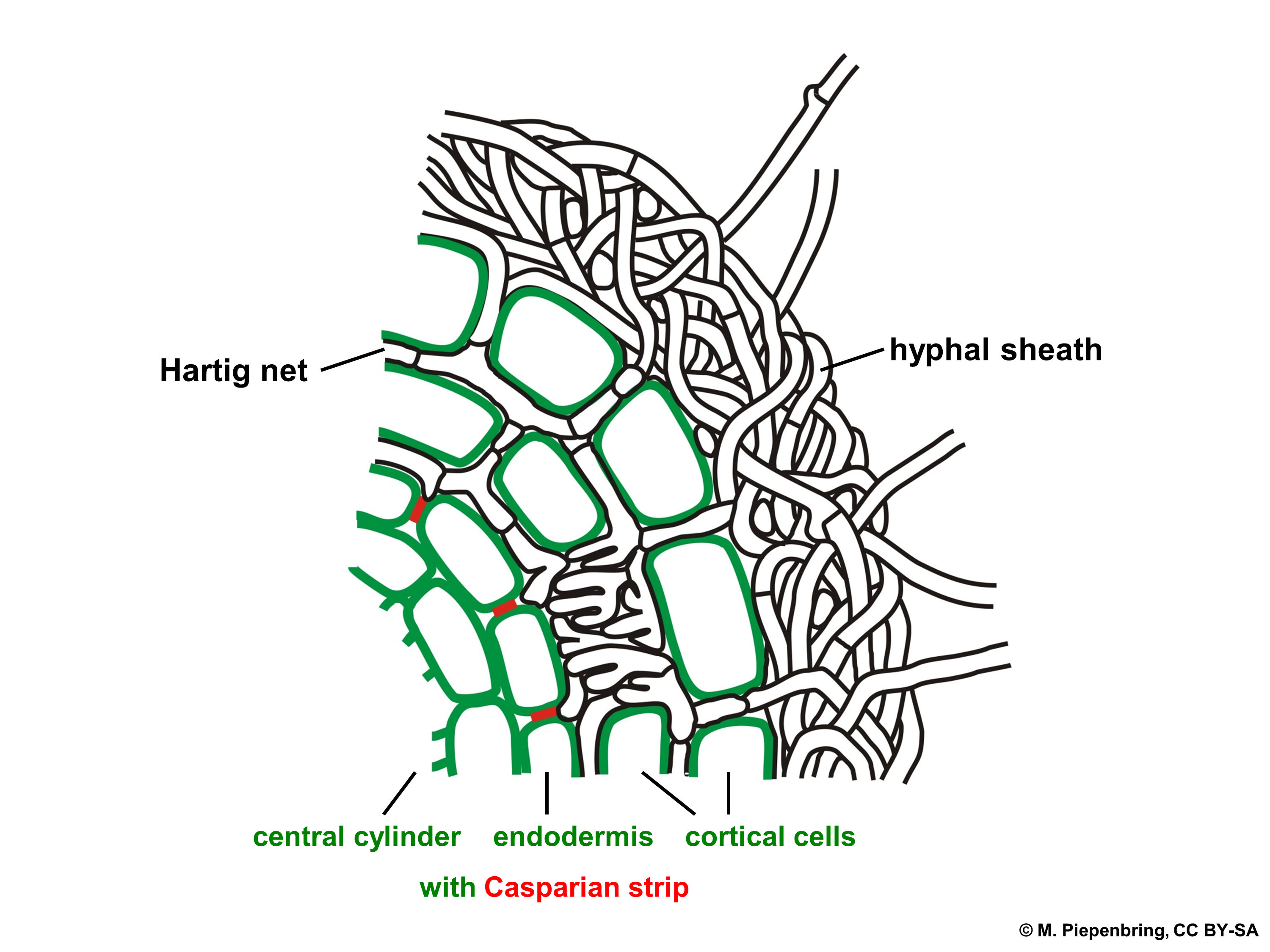
Ektomykoryza (zielone – komórki rośliny, czarne – strzępki grzyba); central cylinder – walec osiowy, endodermis – endoderma, cortical cells – epiderma, hyphal sheath – opilśń, Hartig net – sieć Hartiga